# John Chafee
John Lester Hubbard Chafee [ˈtʃeɪfiː],  född 22 oktober 1922 i Providence, Rhode Island, död 24 oktober 1999 i Washington, D.C., var en amerikansk republikansk politiker. 
Han var guvernör i delstaten Rhode Island 1963-1969. Han representerade Rhode Island i USA:s senat från 28 december 1976 fram till sin död.

## Biografi
Chafee deltog i andra världskriget i USA:s marinkår. Han utexaminerades 1947 från Yale University. Han avlade sedan 1950 juristexamen vid Harvard Law School och deltog därefter i Koreakriget.
Chafee efterträdde 1963 John A. Notte, Jr. som guvernör i Rhode Island. Han efterträddes 1969 av Frank Licht. Chafee tjänstgjorde sedan som marinminister 1969-1972. Han utmanade utan framgång sittande senatorn Claiborne Pell i senatsvalet 1972.
Senator John O. Pastore kandiderade inte till omval i senatsvalet 1976. Chafee vann valet och efterträdde Pastore redan i december 1976 efter den sittande senatorns avgång en kort tid före mandatperiodens slut. Således fick Chafee några dagars försprång i senioritet i jämförelse med andra nya senatorer som hade blivit invalda 1976. Han omvaldes 1982, 1988 och 1994.
Chafee var en mittenorienterad republikan, en så kallad "Rockefellerrepublikan" som de kallades efter Nelson Rockefeller som var USA:s vicepresident 1974-1977.
Chafee avled 1999 i hjärtsvikt och efterträddes av sonen Lincoln Chafee.